# Sdarot
Sdarot (en hebreo: סדרות y traducido al español como: Serie) es un sitio web israelí que ofrece la opción de ver directamente series israelíes o internacionales de forma gratuita.

## Historia
Sdarot se estableció en enero de 2011 y comenzó a ofrecer series internacionales traducidas al hebreo al igual que contenido original en hebreo con la opción de verlo de forma directa y gratuitamente. El sitio mantiene el objetivo principal de «hacer que las series de televisión sean accesibles para todos los sectores de la población, sin la necesidad de grandes pagos a las corporaciones televisivas».

## Actividad del sitio
El sitio permite ver de forma gratuita su contenido desde múltiples servidores, así como también es posible respaldar económicamente su actividad y ver el contenido a través de servidores que no cuentan con publicidad, y así no esperar treinta segundos para poder verlo, tener mejor calidad y descargar capítulos.
Sdarot cuenta con un foro donde se pueden hacer consultas o solicitudes a sus operadores. El sitio permite que cualquier usuario se registre gratuitamente y tiene una interfaz completamente en hebreo, cuenta con más de 150 millones de series, y tiene más de 200 millones de usuarios activos registrados (enero de 2020) con la posibilidad de que puedan añadir contenido nuevo al sitio. Según Alexa Internet el sitio recibe visitas en su mayoría de Israel, Sudáfrica y Estados Unidos.

## Batalla legal
Varias empresas en colaboración con la ZIRA (empresa israelí en contra de la infracción de derechos de autor), han intentado durante varios años cerrar el sitio debido a una infracción de derechos de autor. En 2016, se emitió una orden de bloqueo y el acceso al dominio del sitio fue bloqueado inmediatamente. El sitio opera actualmente en un nuevo dominio que se reemplaza periódicamente después de ser bloqueado por proveedores de internet en Israel. En enero de 2017, Facebook bloqueó la página del sitio que tenía más de 77 mil seguidores.